# Sjarhej Sasnouski
Sjarhej Sasnouski (belarussisch Сяргей Сасноўскі, russisch Сергей Сосновский/Sergei Sosnowski; * 14. August 1981 in Minsk) ist ein  belarussischer ehemaliger Fußballspieler, der auch für die belarussische Nationalmannschaft spielte.
Mit seiner damaligen Mannschaft BATE Baryssau erzielte er in der Qualifikationsphase zur Champions League 2008/09 gegen Lewski Sofia ein Tor. Durch das 1:1 qualifizierte sich BATE als erste belarussische Mannschaft der Geschichte für die Gruppenphase. Sein Debüt für die Nationalmannschaft feierte er beim 5:1 am 1. April 2009 gegen Kasachstan.